# Bothriochloa
Genre
Bothriochloa est un genre végétal de la famille des Poaceae.

## Liste d'espèces
Selon World Checklist of Selected Plant Families (WCSP) (5 avr. 2012) :
- Bothriochloa alta (Hitchc.) Henrard (1941)
- Bothriochloa barbinodis (Lag.) Herter (1940)
- Bothriochloa biloba S.T.Blake (1944)
- Bothriochloa bladhii (Retz.) S.T.Blake (1969)
- Bothriochloa bunyensis B.K.Simon (1983)
- Bothriochloa campii (Swallen) De Wet (1968)
- Bothriochloa compressa (Hook.f.) Henrard (1940)
- Bothriochloa decipiens (Hack.) C.E.Hubb. (1934)
- Bothriochloa edwardsiana (Gould) Parodi, Gram. Bonaer., ed. 5: 116, 120 (1958)
- Bothriochloa ensiformis (Hook.f.) Henrard (1940)
- Bothriochloa erianthoides (F.Muell.) C.E.Hubb. (1934)
- Bothriochloa eurylemma M.Marchi & Longhi-Wagner (1995)
- Bothriochloa ewartiana (Domin) C.E.Hubb. (1934)
- Bothriochloa exaristata (Nash) Henrard (1941)
- Bothriochloa grahamii (Haines) Bor, Grass. Burma, Ceylon (1960)
- Bothriochloa hirtifolia (J.Presl) Henrard (1942)
- Bothriochloa hybrida (Gould) Gould (1959)
- Bothriochloa imperatoides (Hack.) Herter (1940)
- Bothriochloa insculpta (A.Rich.) A.Camus, Ann. Soc. Linn. Lyon, n.s. (1931)
- Bothriochloa ischaemum (L.) Keng, Contr. Biol. Lab. Sci. Soc. China (1936)
- Bothriochloa kuntzeana (Hack.) Henrard (1940)
- Bothriochloa laguroides (DC.) Herter (1940)
- Bothriochloa longifolia (Hack.) Bor, Grass. Burma, Ceylon (1960)
- Bothriochloa longipaniculata (Gould) Allred & Gould (1983)
- Bothriochloa macera (Steud.) S.T.Blake (1969)
- Bothriochloa macra (Steud.) S.T.Blake (1969)
- Bothriochloa meridionalis M.Marchi & Longhi-Wagner (1995)
- Bothriochloa modesta (Backer) Backer & Henrard (1940)
- Bothriochloa pertusa (L.) A.Camus, Ann. Soc. Linn. Lyon, n.s. (1931)
- Bothriochloa pseudoischaemum (Nees ex Steud.) Henrard (1940)
- Bothriochloa radicans (Lehm.) A.Camus, Ann. Soc. Linn. Lyon, n.s. (1931)
- Bothriochloa saccharoides (Sw.) Rydb. (1931)
- Bothriochloa springfieldii (Gould) Parodi, Gram. Bonaer. (1958)
- Bothriochloa velutina M.Marchi & Longhi-Wagner (1995)
- Bothriochloa woodrovii (Hook.f.) A.Camus, Ann. Soc. Linn. Lyon, n.s. (1931)
- Bothriochloa wrightii (Hack.) Henrard (1941)